# Synagoge (Velvary)
Koordinaten: 50° 16′ 41,2″ N, 14° 14′ 13″ O

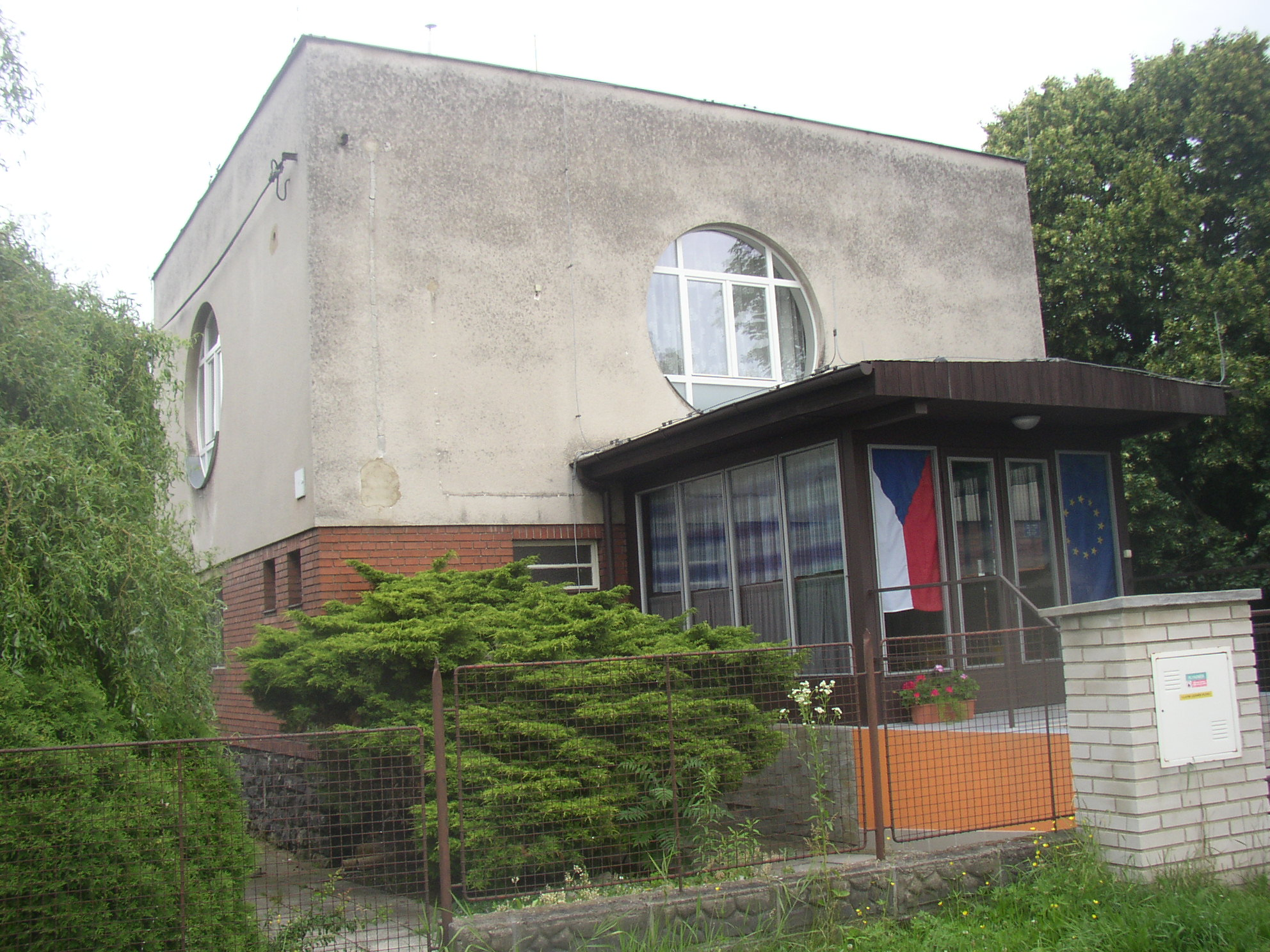
Ehemalige Synagoge in Velvary

Die Synagoge in Velvary (deutsch Welwarn), einer tschechischen Gemeinde im Okres Kladno in der Mittelböhmischen Region, wurde 1931 errichtet. Die Adresse lautet ulici Karla Krohna 527.
Die Synagoge, die nach Plänen des Architekten František Albert Libra im Stil des Funktionalismus erbaut wurde, ist seit 1999 ein geschütztes Kulturdenkmal.
Das Gebäude dient seit Jahren als Malschule.